# První vláda Georga Milbradta
První vláda Georga Milbradta byla zemská vláda Svobodného státu Sasko v letech 2002–2004. Poté, co 17. dubna 2002 oznámil dosavadní saský předseda vlády Kurt Biedenkopf, který byl ve funkci od roku 1990, svou rezignaci, zvolil saský zemský sněm následujícího dne novým předsedou vlády bývalého ministra financí a předsedu saské CDU Georga Milbradta. Ten získal 72 hlasů, což je o čtyři hlasy méně, než měla ve sněmu frakce poslanců CDU po zemských volbách v roce 1999.
Dne 2. května 2002 jmenoval Milbradt členy své první vlády, do které přešlo pět členů předchozího Biedenkopfova kabinetu. Ve srovnání s předchozím kabinetem ubyly dva ministerské posty: nebyl jmenován samostatný státní ministr pro spolkové a evropské záležitosti (úřad se stal součástí státní kanceláře) a odbor rovných příležitostí byl začleněn do ministerstva sociálních věcí.
Ze 4. voleb do saského zemského sněmu, konaných 19. září 2004, vzešla druhá vláda Georga Milbradta, která byla jmenována 11. listopadu 2004.

## Členové zemské vlády
| Úřad                                      | Foto | Jméno                                   | Strana | Strana |
| ----------------------------------------- | ---- | --------------------------------------- | ------ | ------ |
| Předseda vlády                            |      | Georg Milbradt                          |        | CDU    |
| Místopředseda vlády                       |      | Karl Mannsfeld                          |        | CDU    |
| Ministr školství                          |      | Karl Mannsfeld                          |        | CDU    |
| Ministr vnitra                            |      | Horst Rasch                             |        | CDU    |
| Ministr financí                           |      | Horst Metz                              |        | CDU    |
| Ministr spravedlnosti                     |      | Thomas de Maizière                      |        | CDU    |
| Ministr pro vědu a umění                  |      | Matthias Rößler                         |        | CDU    |
| Ministr pro hospodářství a práci          |      | Martin Gillo                            |        | CDU    |
| Ministryně sociálních věcí                |      | Christine Weberová (do 18. června 2003) |        | CDU    |
| Ministryně sociálních věcí                |      | Helma Oroszová (od 10. července 2003)   |        | CDU    |
| Ministr životního prostředí a zemědělství |      | Steffen Flath                           |        | CDU    |
| Ministr a vedoucí státní kanceláře        |      | Stanisław Tilich                        |        | CDU    |